# Zadar
Zadar (en italià Zara, en llatí Iulia Iadera) és una ciutat de la regió de Dalmàcia a Croàcia, capital del comtat de Zadar al centre del país i davant de les illes Ugljan i Pašman de les quals està separada per l'estret de Zadar. Té 85.000 habitants. Pel que fa als monuments, destaquen l'Església de Sant Donat, la Catedral de Santa Anastàsia, l'Església de Santa Maria i el fòrum romà.

## Història
La ciutat fou poblada vers el 900 aC pels liburns, una tribu il·líria. Va passar a Roma amb la Il·líria. Va esdevenir municipi el 59 aC i colònia romana el 48 aC. Fou la capital del districte de Libúrnia a Il·líria. El 381 s'hi va crear la seu d'un bisbat. Sota l'Imperi Romà d'Orient va portar el nom de Diodora i pagava un tribut de cent deu peces d'or; després de la destrucció de Salona al segle vii fou la capital de la província de Dalmàcia.
Al començament del segle ix o poc abans, els carolingis van establir el protectorat a la regió segons es dedueix de l'existència d'exemples arquitectònics francs. El bisbe Donat de Zadar va visitar Carlemany a Diedenhofen. El 812, pel tractat de pau d'Aquisgrà, fou reconeguda a l'Imperi Romà d'Orient, que la va conservar fins al regnat de Basili II el macedoni. El 998 la ciutat es va posar sota protectorat venecià. Va ser disputada diverses vegades entre venecians i hongaresos, especialment als segles x i xi.
Les emigracions eslaves van fer que els croats fossin majoria i governessin la ciutat i el 1105 van reconèixer la sobirania del rei de Croàcia i Hongria.

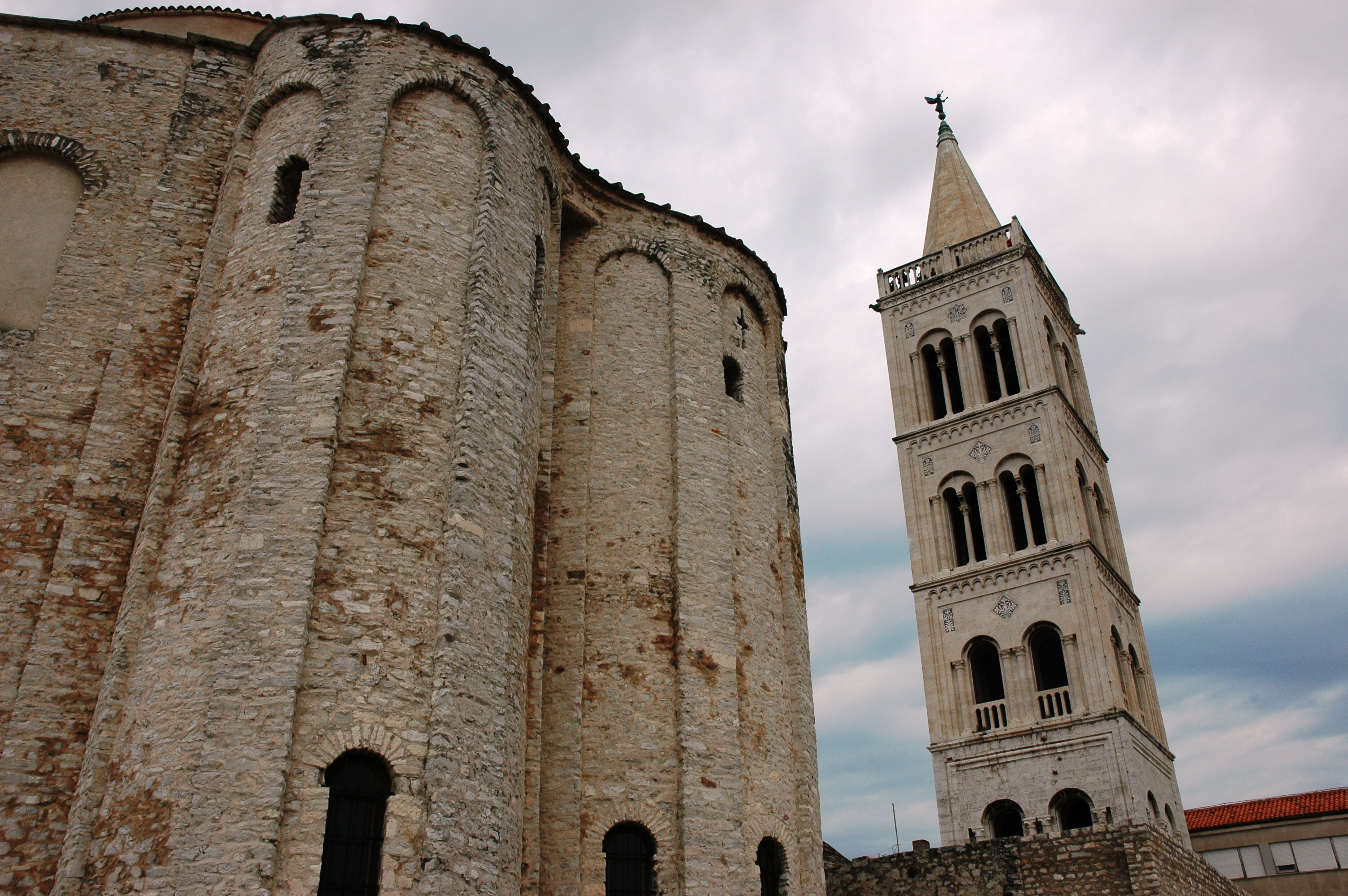
Catedral Santa Anastàsia i campanar

El 1111 va passar a Venècia i el bisbat fou elevat a arquebisbat el 1146; va tornar a Hongria el 1154. Venècia la va dominar del 1160 al 1183. El 1202 els venecians durant la Quarta Croada la van conquerir definitivament després d'un setge sagnant. Els croats havien promès un pagament als venecians pels vaixells, però, en no poder complir, els venecians van desviar els vaixells a Zadar (conquesta de Zara). El Papa Innocenci III va excomunicar els implicats, ja que el rei d'Hongria havia manifestat la seva intenció d'unir-se a la croada.
Zadar va dependre eclesiàsticament dels patriarques de Grado. El patriarca Egidi va convocar el bisbe Joan de Grado i altres bisbes sufraganis a un concili que es va celebrar a Grado el 1276. El bisbe Nicolau III de Zadar fou present al sínode convocat pel cardenal Guido de Santa Cecília a Pàdua el 1350.
La ciutat es va revoltar diverses vegades (1242-1243, 1345-1346), fins que el 1358 pel tractat de pau de Zadar va passar a Hongria. Tot i aquests moments de setge, guerres i destrucció, els segles xi a XIV Plantilla:Verslaeta són el període d'or de la ciutat. Durant aquests segles Zara serà un important port de la costa de l'Adriàtic. Tot això es traduirà en la seva aparença i cultura: es construiran moltes esglésies, monestirs i palaus pertanyents a les famílies més enriquides. D'aquest període data la fundació de la Universitat de Zara, construïda el 1396 pels dominics. En l'actualitat, és la universitat més antiga de Croàcia
Després de la mort del rei Lluís la ciutat va reconèixer com a rei Segimon i després Ladislau I de Nàpols, que va vendre la ciutat i els seus drets de Dalmàcia a Venècia el 1409 per cent mil ducats. Des d'ara fins al 1797 tant la ciutat com tota la regió de la Dalmàcia seran territori venecià. Durant aquest període Zara viurà un discret desenvolupament, enriquint-se artísticament i va  adquirir una fisonomia que la caracteritzarà fins a la fi del domini austrohongarès el 1918.
Els venecians en van limitar l'autonomia. Al segle xvi la regió i el seu entorn van passar als otomans i la ciutat va esdevenir una plaça forta veneciana i capital de les seves possessions a la costa dàlmata. Del 1726 al 1733 es van establir a la ciutat molts refugiats albanesos catòlics, que van crear el barri d'Arbanasi.
Després de l'ocupació francesa de Venècia el 1797, pel tractat de Campo Formio, Zadar va passar al domini de la corona austríaca fins al 1806. Per un breu període de tres anys formarà part del Regne d'Itàlia, fins que el 1809 és incorporada a les Províncies Il·líriques sota administració francesa. Amb el Congrés de Viena del 1815 Zara i la Dalmàcia retornen a l'Imperi Austríac (i a partir del compromís del 1867 dins la part austríaca de l'Imperi Austrohongarès) del 1805 fins al 1813 en què van retornar a Àustria. Durant la dominació austríaca fou capital de la província de Dalmàcia i seu de la dieta provincial.
Al segle xix la ciutat fou centre de la renaixença croata (el primer diari en llengua croata, el Regio Dalmata-Kraglski Dalmatin s'hi va publicar des del 1806 al 1810). El 1900 ja sobrepassava els trenta mil habitants dels quals un 70% era de parla italiana.
L'arquebisbe Godeassi va ser al sínode de Viena el 1849 i l'arquebisbe Peter Alexander Maupas al Concili Vaticà I.
De fet, Zadar era un dels objectius de l'irredemptisme italià decimonònic. El maig del 1915 Itàlia entra a la Primera Guerra Mundial d'acord amb els terminis establerts amb la Triple Entente i recollits al Tractat de Londres (1915). Segons l'article 5 d'aquest Tractat, li correspondria a Itàlia una part de la costa dàlmata des dels límits septentrionals de Zadar fins gairebé als límits amb Trogir (Traù, en italià) incloent les ciutats de Sibenik (Sebenico, en italià), Tenin fins a Strmiza. També s'incloïen totes les illes de la costa dàlmata. Cap al final de la guerra Itàlia ocupà Dalmàcia i la ciutat i nomenà l'almirall Enrico Millo com a nou governador del territori. Tanmateix, a la Conferència de Pau de París del 1919 aquestes promeses no foren incloses pels aliats, el que provocà fins i tot que el president del govern italià Vittorio Emanuele Orlando abandonés com a senyal de protesta les negociacions de pau. Finalment, pel tractat de Rapallo del 1920 entre el Regne d'Itàlia i el Regne dels Serbis, Croates i Eslovens, el nom de la Iugoslàvia monàrquica d'aleshores, la ciutat passa a sobirania italiana com a província. Amb ella s'hi afegeixen a més les localitats de Bokanjac, Arbanasi, Crno, part de Diklo i les illes de Lastovo i Palagruža. En total, uns 53 km² i uns 18.000 habitants. Durant la Segona Guerra Mundial, concretament entre l'abril del 1941 i el setembre del 1943 Zara a més de capital de la província homònima ho és de la Governació de Dalmàcia.
El 1943, ran de la destitució de Mussolini, Zara fou seu d'una guarnició alemanya. Fou bombardejada 72 vegades per les forces britàniques i americanes. Formalment Zadar continuà sota la sobirania italiana fins al 1947 quan amb motiu del Tractat de Pau de París la ciutat i les localitats properes s'incorporen a la Iugoslàvia del mariscal Tito. A partir d'aleshores Zara passa a ser Zadar. La població d'origen italià va emigrar en un èxode que ja s'inicià durant el conflicte bèl·lic. Per exemple, a principi de la guerra Zadar tenia 24.000 habitants. El 1944 n'eren tan sols 6.000. Dins de Iugoslàvia va seguir la sort de Croàcia i va esdevenir un centre turístic de la costa dàlmata.
Durant la Guerra de la independència croata va ser la  capital d'un dels comtats de la república independent el 1991, quan uns avalots antiserbis van provocar la destrucció de 350 cases i comerços de serbis a la ciutat i l'exèrcit popular iugoslau junt amb milícies sèrbies va avançar cap a la ciutat, que fou bombardejada. Durant un any la ciutat va quedar aïllada de Zagreb i va patir algunes destruccions incloent llocs històrics i esglésies. El gener de 1993 les forces croates van assolir el control de la rodalia, però encara va patir alguns atacs fins que la guerra va acabar el 1995. De la ciutat antiga queden molt poques restes, i l'única apreciable és l'anomenada Porta de Sant Crisogen, que probablement fou comprada a una altra ciutat (Aenona).

## Població
Zadar és la cinquena ciutat de Croàcia i la segona més gran de Dalmàcia amb una població de 75,082 habitants d'acord amb el cens del 2011. El cens del 2001 donava una població de 72.718 habitants dels quals el 93% eren d'origen croata.
| Població de Zadar                                                            | Població de Zadar | Població de Zadar |
| Any                                                                          | Pop.              | ±%                |
| ---------------------------------------------------------------------------- | ----------------- | ----------------- |
| 1880                                                                         | 19.778            | —                 |
| 1890                                                                         | 21.33             | +10,9%            |
| 1900                                                                         | 24.778            | +13,0%            |
| 1910                                                                         | 27.426            | +10,7%            |
| 1921                                                                         | 26.241            | −4,3%             |
| 1931                                                                         | 26.882            | +2,4%             |
| 1948                                                                         | 23.610            | −12,2%            |
| 1953                                                                         | 25.465            | +7,9%             |
| 1961                                                                         | 33.464            | +31,4%            |
| 1971                                                                         | 50.520            | +51,0%            |
| 1981                                                                         | 67.154            | +32,9%            |
| 1991                                                                         | 80.355            | +19,7%            |
| 2001                                                                         | 72.718            | −9,5%             |
| 2011                                                                         | 75.062            | +3,2%             |
| Font: Naselja i stanovništvo Republike Hrvatske 1857–2001, DZS, Zagreb, 2005 |                   |                   |

## Govern
El terme municipal de la ciutat inclou les localitats de Babindub, Crno, Kožino and Petrčane, com també les illes d'Ist, Iž, Molat, Olib, Premuda, Rava i Silba. L'extensió total de Zadar, incloent les illes, és de 194 km². Zadar està dividida en 21 districtes: Arbanasi, Bili Brig, Bokanjac, Brodarica, Crvene Kuće, Diklo, Dračevac, Gaženica, Jazine I, Jazine II, Maslina, Novi Bokanjac, Poluotok, Ploča, Puntamika, Ričina, Smiljevac, Stanovi, Vidikovac, Višnjik, Voštarnica.

## Economia
Les principals activitats econòmiques de Zadar són el turisme, la pesca, el comerç marítim, l'agricultura, indústria química, metal·lúrgica i banca. És seu de diverses empreses:
- Maraska (lícor de cireres)
- Adria, Mardešić (producció pesquera)
- Tankerska plovidba (transport de càrrega)
- Aluflexpack

A més hi ha destil·leries que produeixen un licor de cireres conegut com a Maraschino.

## Ensenyament
A més de la Universitat de Zadar, fundada pels dominics el 1396, Zadar té nou escoles de primària, setze instituts d'ensenyament secundari i sis centres de batxillerat.

## Transport
Zadar és, actualment, un important centre de comunicacions tant terrestres com marítimes. Té accés a l'autopista Zagreb-Dubrovnik. Des del 1966 una línia de ferrocarril connecta la ciutat amb Knin, des d'on es pot agafar el tren que va de Zagreb a Split. Hi ha plans per construir una línia ferroviària que connecti Zadar amb Gospić i Split. Per mar, hi ha una connexió amb Ancona, Itàlia.
L'Aeroport Internacional és a Zemunik, aproximadament a 14 quilòmetres de distància de Zadar, connecta la ciutat amb una vintena de localitats europees, entre les quals Barcelona, amb un vol servit per la companyia Vueling.

## Llocs d'interès
- Església de Sant Donat de Zadar
- Catedral de Zadar
- Església de Santa Maria de Zadar
- Fòrum romà
- Porta Terraferma
- Orgue de mar
- Porta d'Arena (part de les antigues muralles)